# Kenkoo Zenrakei Suieibu Umishou
Kenkoo Zenrakei Suieibu Umishou (яп. ケンコー全裸系水泳部 ウミショー Кэнко: дзэнракэй суйэйбу Умисё:, буквально — «Бодрая обнажённая секция плавания Умисё») — манга Мицуру Хаттори, выходившая в журнале Weekly Shonen Magazine с 2005 по 2008 год. По мотивам сюжета в 2007 году был снят аниме-сериал, а впоследствии выпущена видеоигра. Аниме примерно соответствует половине сюжета манги. Повествование в аниме идёт не по порядку глав, иногда встречаются пропуски и отличия.

## Сюжет
Действие сюжета разворачивается в префектуре Канагава. Второкурсник Окиура Канамэ посещает Коммерческую Старшую Школу Уминэко (яп. 海猫商業高等学校 Уминэко Сё:гё: Ко:то: Гакко:) или просто Умисё, где является менеджером команды по плаванию. В жаркий майский день он знакомится со странноватой девушкой Амуро, невероятно быстрой в воде и кажущейся ему невероятно знакомой. После того как шторм уничтожает её домик, Амуро перебирается жить к Канамэ.

## Персонажи

### Секция плавания Умисё
- Амуро Нинагава (яп. 蜷川 あむろ Нинагава Амуро), 2-й класс

Сэйю — Аки Тоёсаки
Приплывает в Умисё на плоту. Наивная и добрая девушка. Очень хорошо плавает, но испытывает некоторые трудности на официальных соревнованиях, проводящихся в специально лицензированных для этого бассейнах, в которых она в своей жизни побывала достаточно мало. К примеру, в одной из таких попыток она врезалась головой в краевую часть бассейна, забыв, что в отличие от плавания в море, здесь длина дорожки ограничена. Обожает купаться нагишом, чего не стесняется делать в присутствии знакомых. Впрочем, впоследствии уточнила, что стесняется перед теми, кто ей не нравится. С самого начала истории очень симпатизирует Канамэ.
- Канамэ Окиура (яп. 沖浦 要 Окиура Канамэ), 2-й класс

Сэйю — Тосиюки Тоёнага
Менеджер команды по плаванию. Боится плавать в открытом водоёме и даже в бассейне из-за случая, когда в детстве, по его словам, его под воду утащила русалка. Однако с появлением Амуро, девушки с эксцентричным поведением, этот страх понемногу начинает уходить. В конце истории выясняется, что Амуро и есть та самая «русалка». Аниме-экранизация заканчивается их поцелуем, в то время как в манге они женятся и у пары рождается сын.
- Момоко Оридзука (яп. 織塚 桃子 Оридзука Момоко), 3-й класс, прозвище — Дзука

Сэйю — Хитоми Набатамэ
Вице-капитан команды по плаванию. Относится к своему делу с должным вниманием и серьёзностью. К концу повествования становится школьной учительницей.
- Санаэ Кисэ (яп. 黄瀬 早苗 Кисэ Санаэ), 3-й класс

Сэйю — Рёко Синтани
Одна из основателей плавательного клуба Умисё. Подруга Оридзуки и Икамасы. Любит приукрашивать действительность.
- Маса Икария (яп.  碇矢 雅  Икария Маса), 3-й класс, прозвище — Икамаса

Сэйю — Макото Ясумура
Капитан команды по плаванию, одержимый бритьём волос на себе и членах команды. Амуро часто путает его прозвище и называет Икасама (с яп. — «жульничество»). Беззаботный весельчак и балагур. Его поведение и выходки не раз раздражают членов секции. В конце сюжета он становится владельцем бара неподалёку от своего магазина.
- Мирэй Сидзуока (яп. 静岡 みれい Сидзуока Мирэй), 2-й класс

Сэйю — Юкари Фукуи
Будучи популярной среди мальчиков, она является скромной на публике девушкой, краснеющей от любого постороннего взгляда. Большой размер её груди является объектом восхищения Маки и Мааи. Коллекционирует «подозрительные» предметы и носит слишком смелое нижнее бельё. Родители руководят крупной компанией и одеваются ещё необычнее дочери. Испытывает симпатию к Канамэ.
- Маки Икута (яп. 生田 蒔輝 Икута Маки), 1-й класс, прозвище — Макио

Сэйю — Аи Симидзу
Наивная, простодушная и идеалистичная девушка. Из-за маленького роста её часто принимают за ученицу средней школы. Не умеет плавать, поэтому иногда Канамэ учит её. Восхищается Амуро.
- Маая Нанако (яп. 魚々戸 真綾 Нанако Маая), 1-й класс

Сэйю — Саюри Яхаги
Знаменитая модель и «подруга детства» Канамэ; воспринимает Амуро как свою конкурентку за его внимание. Вместе с Макио входит в созданный ими альянс «массажа груди» (яп. 揉乳同盟 ню:ню:до:мэй), возникший из зависти к Сидзуоке. Обладает самовлюблённым и очень скверным характером, но под влиянием клуба плавания начинает исправляться.
- Сэйто Такэда (яп. 武田 聖斗 Такэда Сэйто), 2-й класс

Сэйю — Сатоми Короги
Самый большой извращенец в секции; геймер. Его голова выглядит как мяч для американского футбола.
- Исао Цуцуми (яп. 堤 勲 Цуцуми Исао), 2-й класс

Извращенец №2.
- Дзюн Тобэ (яп. 戸部 純 Тобэ Дзюн), 1-й класс

Извращенец №3. Носит очки.
- Каори Химэкава (яп. 姫川 佳織 Химэкава Каори), 2-й класс

Сэйю — Аюми Мурата
Девушка из хорошей семьи, воспитанная в строгости и по традициям. Становится одной из следующих заместителей капитана. Вступила в секцию по ошибке, перепутав её с секцией стрельбы из лука.
- Ямана Ёсидзава (яп. 吉澤 やまな Ёсидзава Ямана), 2-й класс

Сэйю — Юкико Мондэн
Игривая и ехидная девушка-пацанка. В школе одевается в мальчишескую одежду, а вне школы — наоборот, женственно и очень броско (главным образом косплей), в связи с тем, что хочет, чтобы её воспринимали как девушку.
- Томоё Нара (яп. 奈良 保代 Нара Томоё), 2-й класс, прозвище — Поё

Молчаливая и загадочная девушка. Отличительная черта — рот крестиком. Неожиданно хорошо плавает.
- Кэйко Накамура (яп. 中村 恵子 Накамура Кэйко), 2-й класс

Подруга Поё. Любит рамен.
- Мику Нагира (яп. 凪良 みく Нагира Мику), 2-й класс

Девушка; носит очки; раздвоенная чёлка.
- Асами Оямада (яп. 小山田 麻美 Оямада Асами), 2-й класс

Девушка; носит очки; короткая стрижка.
- Тигуса Ясу (яп. 安 千草 Ясу Тигуса), 1-й класс

Сэйю — Юка Игути
Отличительная черта — загорелый цвет кожи. Хорошо готовит.
- Акира Косиба (яп. 小柴あきら Косиба Акира), 1-й класс, прозвище — Сибако

Находится всегда рядом с Тигусой.

### Другие персонажи
- Масаси Нинагава (яп. 蜷川マサシ Нинагава Масаси)

Папа Амуро.
- Таку Икария (яп. 碇矢 拓 Икария Таку)

Младший брат Масы.
- Иори (яп. 五織)

Персональный тренер Мааи. В открытую признаётся в своих гомосексуальных предпочтениях.
- Оно-тян (яп. オノちゃん)

Тюлень. Назван в честь данного города.

## Медиа-издания

### Манга
| № | Дата публикации      | ISBN               |
| - | -------------------- | ------------------ |
| 1 | 17 января 2006 года  | ISBN 4063636186    |
| 2 | 17 апреля 2006 года  | ISBN 4063636623    |
| 3 | 17 августа 2006 года | ISBN 4063637107    |
| 4 | 15 декабря 2006 года | ISBN 4063637646    |
| 5 | 17 апреля 2007 года  | ISBN 9784063638202 |
| 6 | 17 июля 2007 года    | ISBN 9784063638554 |
| 7 | 17 октября 2007 года | ISBN 9784063639025 |
| 8 | 15 марта 2008 года   | ISBN 9784063639667 |
| 9 | 17 июня 2008 года    | ISBN 9784063621143 |

### Аниме-сериал
Аниме-сериал на основе сюжета манги был снят по сценарию Мамико Икэды на студии «Artland» под руководством режиссёра Коитиро Сотомэ. Премьера первой серии состоялась 3 июля 2007 года на телеканалах Chiba TV и Tokyo MX.
- Открывающая музыкальная композиция — «Dolphin☆Jet»

Автор слов и музыки — Тиёмару Сикура, аранжировка — Кодзи Уэно, исполнитель — Ayane
- Закрывающая музыкальная композиция — «Splash Blue ~ Sun and Lemonade» (яп. Splash BLUE〜太陽とレモネード Splash BLUE ~ тайо: то рэмонэ:до)

Автор слов и музыки — Урара Такаи, аранжировка — Кодзи Уэно, исполнитель — Аюми Мурата
| 1 | Churaumi! «Churaumi!» (ちゅらうみっ!)                               | 4 июля 2007 года      |
| К берегу города Уминэко причаливает приплывший из моря дом на плоту, что вызывает всеобщий интерес. Вместе с отцом на нём прибыла зеленоволосая Амуро, сразу заявившая, что является новой ученицей Умисё. Её данные в плавании вызывают восторг как менеджера команды Канамэ, так и одной из лучших спортсменок — Момоко Оридзуки, которая пытается разгадать, в чём же её секрет. |                                                                     |                       |
| 2 | I Might Be… Interested… «Kyōmi… Aru… Kamo…» (興味････ある･･かも･･･) | 11 июля 2007 года     |
| Амуро знакомится со всеми членами команды по плаванию. Её капитан Икамаса пытается устроить «день эпиляции». |                                                                     |                       |
| 3 | I'll Show You! «Miseru!» (魅せる!!!)                                | 18 июля 2007 года     |
| Участники команды по плаванию отправляются на городское соревнование, но занимают там последнее место. |                                                                     |                       |
| 4 | I'm Going to Show You «Misete Agerunda kara» (見せてあげるんだから) | 25 июля 2007 года     |
| После провала на соревнованиях капитан решает сплотить команду путём совместного проведения времени в тренировочном лагере. Однако всё оборачивается странными событиями: Оридзука съедает ядовитый гриб, после чего начинает вести себя неадекватно; во время посещения Сидзуокой бани туда же отправляются и парни — девушке с трудом удаётся ускользнуть, хотя её там увидел Канамэ. Вечером Амуро, Макио и Оридзука оказываются в плавучем домике первыми, и их уносит в море. На помощь девушкам (а к тому времени дом был практически полностью разрушен) приходит проплывавший мимо корабль. |                                                                     |                       |
| 5 | Do You Want Mine, Too? «Atashi no mo hoshii» (あたしのもほしい)     | 1 августа 2007 года   |
| Амуро и её отец, чей плавучий дом был разрушен, временно переезжают жить к Канамэ. Юноша всеми силами пытается оградить себя от излишнего внимания Амуро и слухов, которые могут поползти в связи с их сожительством. |                                                                     |                       |
| 6 | No! «Me!» (めっ!)                                                   | 8 августа 2007 года   |
| В Умисё переводится Маая Нанако, фотомодель и успешная пловчиха, давняя «подруга» Канамэ. Она привлекает к себе повышенное внимание мальчиков — те даже готовы были сделать для неё отдельную комнату в мужской раздевалке, роскошно обставленную мебелью, однако из этой затеи ничего не вышло — помещение в итоге было полностью разрушено. |                                                                     |                       |
| 7 | Curse «Noroi» (呪い)                                                | 15 августа 2007 года  |
| Школьники, поверив в некое «проклятье бабушки Амуро», начинают думать, что сама Амуро заболела после того, как потеряла бабушкины липкие крестики, которые обычно носила на голове. Герои пытаются сделать всё, чтобы найти их. Однако в итоге оказывается, что Амуро чувствовала слабость лишь из-за того, что не пообедала. |                                                                     |                       |
| 8 | Take A Good Look «Yo~ku Mitenasai» (よ〜く見てなさい)               | 22 августа 2007 года  |
| Пловцы Умисё отправляются на соревнование уровня префектуры, где встречают своих извечных соперников из школы Синомия. Оридзука устраивает спор с капитаном другой команды, Нандзё, по условию которого проигравшая оголяется перед зрителями. Нандзё проигрывает в своём заплыве, однако и плавательный костюм Оридзуки трескается по швам, поскольку в купальниках уже успели «походить» парни во главе с Икамасой. |                                                                     |                       |
| 9 | Help Me Forget… «Wasuresasete…» (忘れさせて…)                       | 29 августа 2007 года  |
| Санаэ и Оридзука рассказывают свои версии о том, как они втроём с Икамасой организовали команду по плаванию 5 лет назад. Ученики Умисё пытаются создать интернет-сайт своей команды по плаванию. |                                                                     |                       |
| 10 | Breast Massage? «Nyū Nyū?» (にゅうにゅう?)                          | 5 сентября 2007 года  |
| Ученики Умисё посещают традиционный японский фестиваль. Макио и Маая переживают из-за малых размеров своих грудей и вырабатывают специальные упражнения для её увеличения: массирование грудей друг друга и лицезрение большой груди Сидзуоки. Трое парней во главе с Такэдой на фестивале пытаются найти себе девушек. |                                                                     |                       |
| 11 | Could It Be… «Masaka no…» (まさかの････)                            | 12 сентября 2007 года |
| Команда отправляется на соревнования уровня Канто. Они селятся в одной гостинице с командой Синомии, в связи с чем ситуация ещё более обостряется и приводит к новому соперничеству между ними. |                                                                     |                       |
| 12 | Oma Oma «Oma Oma~» (おまっおま〜♪)                                  | 19 сентября 2007 года |
| Несмотря на не самые удачные выступления в отборочных турах, членам команды Умисё в последующем удаётся показать неплохие результаты. Однако Оридзука получает травму, и её выступление в эстафете ставится под сомнение. Четвёртым членом эстафетной команды (наряду с Санаэ, Сидзуокой и Мааей) становится Амуро. |                                                                     |                       |
| 13 | Mermaid «Ningyo» (人魚)                                             | 26 сентября 2007 года |
| Обновлённому составу эстафетной команды удаётся победить в финале соревнований. Канамэ понимает, что его детский страх, будто бы некая русалка пыталась утащить его под воду, является искажением правды — то была Амуро, которая, наоборот, пыталась его спасти, когда мальчик поскользнулся в море на камне. |                                                                     |                       |